# Contea di Mundaring
La contea di Mundaring è una delle 29 local government areas che si trovano nell'area metropolitana di Perth, in Australia Occidentale. Essa si estende su di una superficie di 645 chilometri quadrati ed ha una popolazione di 34.144 abitanti.